# Stazione di Shin-Koyasu
La Stazione di Shin-Koyasu (鶴見駅?, Shin-Koyasu-eki) è una stazione ferroviaria della città giapponese di Yokohama, nella prefettura di Kanagawa. Si trova nel quartiere di Kanagawa-ku ed è servita dalla linea Keihin-Tōhoku della JR East.

## Linee
- East Japan Railway Company
- ■ Linea Keihin-Tōhoku

## Struttura
La stazione di Shin-Koyasu è realizzata in superficie, con un marciapiede a isola centrale servente due binari
| 1 | ■ Linea Keihin-Tōhoku |  | per Higashi-Kanagawa, Yokohama, Isogo e Ōfuna |
| 2 | ■ Linea Keihin-Tōhoku |  | per Kawasaki, Shinagawa, Tokyo, Ueno e Ōmiya  |

## Stazioni adiacenti
| «                   | Servizio            | »                   |
| Linea Keihin-Tōhoku | Linea Keihin-Tōhoku | Linea Keihin-Tōhoku |
| ------------------- | ------------------- | ------------------- |
| Tsurumi             | Locale              | Higashi-Kanagawa    |
| Tsurumi             | Rapido              | Higashi-Kanagawa    |